# Aethopyga pulcherrima
Aethopyga pulcherrima е вид птица от семейство Nectariniidae. Видът е незастрашен от изчезване.

## Разпространение
Разпространен е в субтропичните или тропически влажни равнинни и планински гори на Филипините.